# Academia Petrina

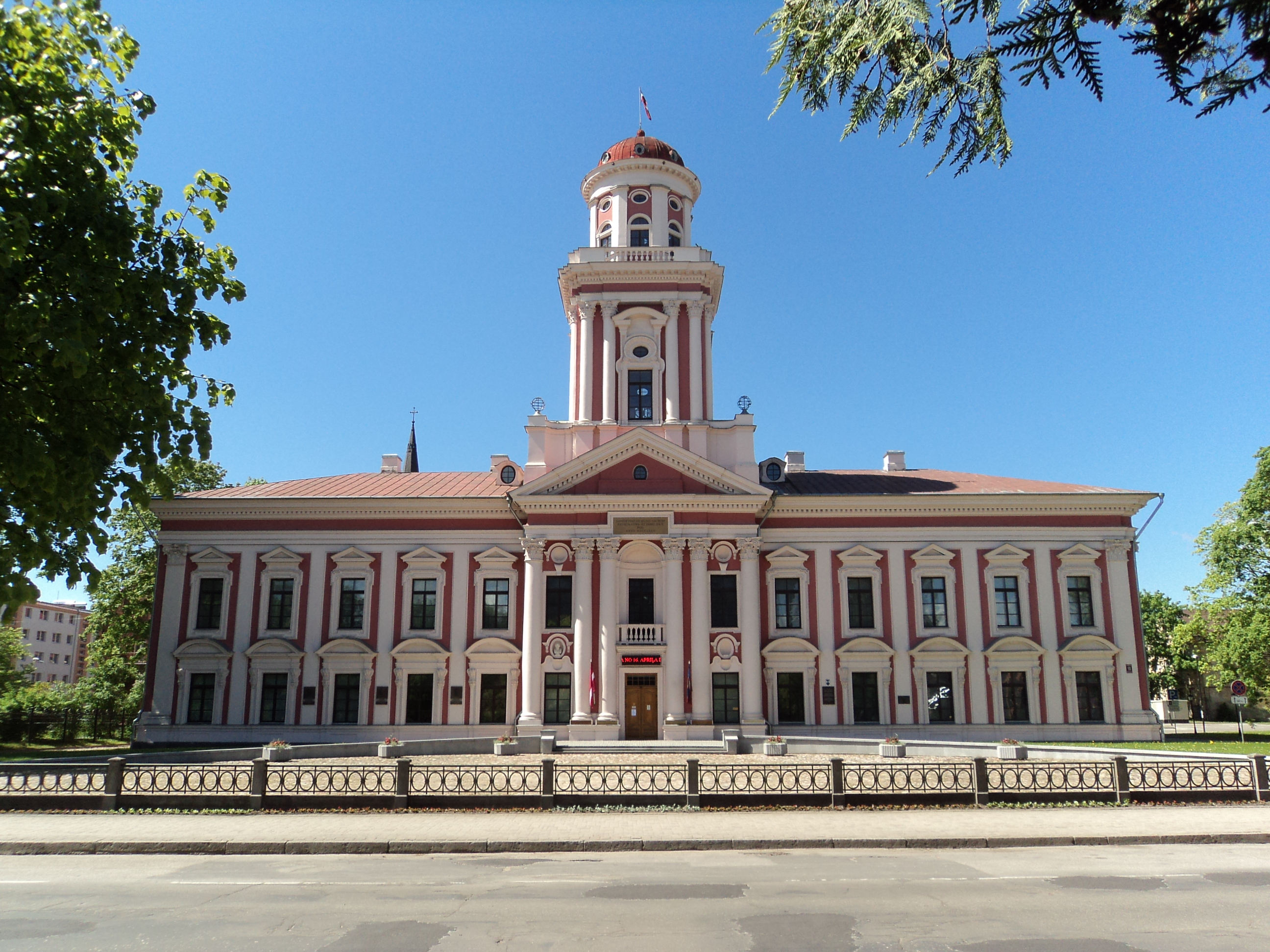
Historisches Gebäude der Academia Petrina (heute Museum)

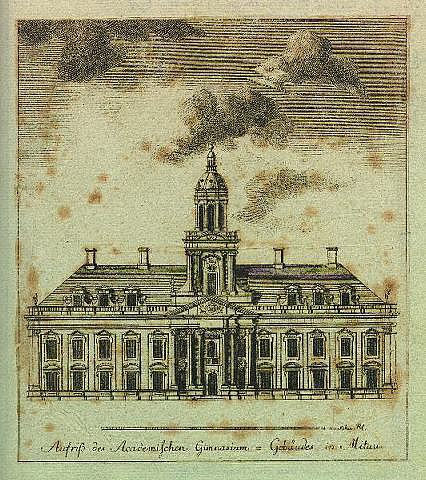

Die Academia Petrina war die älteste höhere Bildungseinrichtung auf dem Gebiet des heutigen Staates Lettland. Die Academia Petrina wurde auf Betreiben von Friedrich Wilhelm von Raison 1775 in Mitau (lettisch Jelgava), der Hauptstadt des Herzogtums Kurland und Semgallen, durch Herzog Peter von Biron eingerichtet und bestand mit wechselvoller Geschichte bis 1944. Seit 1991 besteht mit dem erneuten Status des Gymnasiums die Tradition der Petrina fort in einer Technischen Sekundarschule an einem anderen Ort der Stadt.

## Name
- 1775 Academia Petrina[2], gestiftet als Gymnasium academicum
- seit 1804 Gymnasium illustre[3]
- Gymnasium Petrinum[4]
- seit 1837: offizielle Bezeichnung Gouvernements-Gymnasium
- 1934 bis 1940: Hercoga Pētera ģimnāzija (Herzog-Peter-Gymnasium)[5]
- nach 1945: Jelgavas 1. vidusskola (Jelgava-Sekundarschule Nr. 1)
- 15. August 1991: 1. Gymnasium
- 2012: Jelgavas Tehnoloģiju vidusskola (Technische Sekundarschule Jelgava)

## Geschichte

### Vorgeschichte
Die Einrichtung der Akademie beruhte auf einer Idee von Friedrich Wilhelm von Raison: „Vorzüglichen Dank aber ist ihm die ganze Provinz schuldig für den wirksamen Antheil, den er an der Stiftung des mitauschen Gymnasiums nahm. Er war es eigentlich, der den Herzog Peter zu derselben bewog; er war es, der mit Sulzern die Korrespondenz wegen des zu entwerfenden Plans und wegen Berufung der ersten Lehrer führte, der die Bücher für die Bibliothek und die Instrumente für die Sternwarte verschrieb; so wie er auch bis an seinen Tod an der Vervollkommnung des Instituts ununterbrochen Theil genommen hat.“
Es bestand die Absicht, in Mitau eine vollständige Universität mit allen vier Fakultäten zu errichten. Dieser Plan wurde aufgrund der Abhängigkeit Kurlands von der katholisch-polnischen Oberherrschaft verworfen. Nach dem in Polen geltenden Recht durfte eine Universität ohne Einwilligung und Bestätigung des Papstes nicht gestiftet werden, und ob und wann die Genehmigung der päpstlichen Kurie zu der Errichtung einer protestantischen theologischen Fakultät zu erlangen gewesen wäre, war unklar. Daher wurde diese Absicht aufgegeben und beschlossen, ein akademisches Gymnasium zu stiften, das – halb Schule, halb Universität – alle Rechte einer Hochschule genießen sollte, mit Ausnahme des Vorrechts, akademische Würden zu erteilen.
Von 1773 bis 1775 baute Severin Jensen den herzoglichen Palais bzw. das Witwenpalais der Herzogin von Kurland und Semgallen und späteren Zarin Anna Iwanowna zur Academia Petrina um. Der Ort hatte durch deren „Hofhaltung“ eine gewisse Bedeutung erlangt.

### Ab der Stiftung bis 1795
Am 8. Juni 1775 erfolgte die Stiftung, festgehalten auf einem 17-seitigen Dokument.
Die Academia Petrina wurde nach Lehrplänen von Johann Georg Sulzer als Akademisches Gymnasium in zwei Stufen geführt. Die Schüler wurden zunächst in einer ersten Abteilung in den Grundlagen der klassischen Sprachen sowie in Literatur, Mathematik, Geschichte und Geographie unterrichtet. Danach folgte die zweite, wissenschaftliche Stufe, die dem Grundstudium an einer Hochschule entsprach.

### Im Russischen Kaiserreich bis zum Ersten Weltkrieg
Ab 1795 gehörte Mitau als Hauptstadt des Gouvernements Kurland zum Russischen Kaiserreich. Die Academia Petrina sollte zu einer Hochschule erweitert werden. Die Kurländische Ritterschaft hatte in Petersburg schon wichtige Zusagen erhalten und Johann Heinrich Kant (1735–1800), Pastor in Mitau, versuchte seinen Bruder Immanuel Kant aus Königsberg zum Wechsel nach Mitau zu überreden. Doch es war die Livländische Ritterschaft, die sich schließlich durchsetzen konnte: Die deutschsprachige Landesuniversität für die drei Ostseegouvernements wurde nicht in Mitau errichtet, sondern 1802 in Dorpat, als Kaiserliche Universität Dorpat. Deshalb gingen die Kurländer anfangs nur sehr zögerlich nach Dorpat.
1803 wurden im Russischen Kaiserreich Lehrbezirke eingerichtet. Das Gebiet des Gouvernements Kurland wurde dabei dem Lehrbezirk Dorpat (später Lehrbezirk Riga) unterstellt. Die Academia Petrina wurde 1806 in das Schulsystem Russlands eingegliedert und zum Gymnasium des Gouvernements Kurland umgewandelt. So war im 19. Jahrhundert und bis zum Ersten Weltkrieg das Gymnasium Mitau der wichtigste Bildungsträger für Lettland und das nördliche Litauen (Gouvernement Kowno). Seit 1837 lautete die offizielle Bezeichnung Gouvernements-Gymnasium. Bis 1887 war die Unterrichtssprache Deutsch; im Zuge der Russifizierung wurde es von Russisch abgelöst.

### Ab dem Ersten Weltkrieg
Im Ersten Weltkrieg kam es 1915 zu einer Evakuierung der Schule nach Taganrog in der südrussischen Oblast Rostow. Im Gebäude des Gymnasiums in Mitau ließ sich die Kommandantur der deutschen Besatzungsmacht nieder. Beim Rückzug der Westrussischen Befreiungsarmee unter Pawel Michailowitsch Bermondt-Awaloff brannte das Gebäude nieder. Dem Brand fiel auch die reiche Bibliothek mit 42.000 Bänden zum Opfer.

### Im unabhängigen Lettland 1918 bis 1940
1922 wurde die wiederhergestellte Academia Petrina als staatliches lettisches Gymnasium wiedereröffnet. 1923 erfolgte die Teilung in ein Realgymnasium (später Gymnasium Nr. 2, heute Staatliches Gymnasium Jelgava) und ein humanistisches Gymnasium, das im historischen Gebäude blieb. 1925 feierte es unter internationaler Beteiligung sein 150. Jubiläum. Von 1934 bis 1940 trug die Schule den Namen Hercoga Pētera ģimnāzija (Herzog-Peter-Gymnasium).

### 1940 bis 1991
Während der sowjetischen Besatzung 1940 wurde die Schule umbenannt und 14 Schüler und Lehrer wurden nach Sibirien deportiert. Während der folgenden deutschen Besatzung kam es zu einer kurzen Wiederherstellung der Schule, bis ihre Zerstörung 1944 den Schulbetrieb unmöglich machte.
Nach dem Ende des Krieges während der erneuten sowjetischen Besatzung war die Schule in verschiedenen Gebäuden im Stadtgebiet untergebracht und trug die Bezeichnung Jelgavas 1. vidusskola (Jelgava-Sekundarschule Nr. 1).

### Im unabhängigen Lettland nach 1991
Am 15. August 1991 erhielt sie den Status eines Gymnasiums zurück. 2008/2009 gab es 770 Schüler an der Schule sowie ein 78 Personen umfassendes Kollegium. 2012 beschloss der Stadtrat, das 1. Gymnasium zur Jelgavas Tehnoloģiju vidusskola (Technische Sekundarschule Jelgava) umzuwandeln. Das heutige Schulgebäude hat die Anschrift Meiju ceļš 9.

## Gebäude
Samuel Aaron und Juddell Hirsch führten 1801 Arbeiten am Gebäude durch.
1919 brannte das Gebäude aus und wurde bis 1923 vereinfacht (ohne den oberen Turmabschluss) wieder aufgebaut. Nach erneuten Zerstörungen im Zweiten Weltkrieg wurde es in der ursprünglichen Form wieder aufgebaut und wird heute als Ģ.Eliass Jelgava Geschichts- und Kunstmuseum genutzt.
Der Turm des Gebäudes war als Sternwarte eingerichtet, an der die Lehrkräfte astronomische Beobachtungen machten, so etwa Magnus Georg Paucker. Die astronomischen Instrumente gingen beim Brand 1919 verloren.

## Personen

### Professoren und Lehrer (Auswahl)
| Name                                 | Geburtsjahr | Sterbejahr | Berufung                            |
| ------------------------------------ | ----------- | ---------- | ----------------------------------- |
| Johann Heinrich Kant                 | 1735        | 1800       | 1774–1781, Rektor                   |
| Johann Melchior Beseke               | 1746        | 1802       | Rechtsgelehrsamkeit                 |
| Johann Benjamin Koppe                | 1750        | 1791       | 1775, griechische Sprache           |
| Johann August von Starck             | 1741        | 1816       | 1777–1781                           |
| Wilhelm Gottlieb Friedrich Beitler   | 1745        | 1811       | 1775–1811 Mathematik                |
| Johann Jacob Ferber                  | 1743        | 1790       | Physik und Naturgeschichte          |
| Johann Georg Eisen von Schwarzenberg | 1717        | 1779       | 1776–1777                           |
| Heinrich Friedrich Jäger             | 1747        | 1811       | 1775–1789                           |
| Johann Nicolaus Tiling               | 1739        | 1798       | 1775–1798                           |
| Johann Gabriel Schwemschuch          | 1733        | 1803       | 1775–1798                           |
| Matthias Friedrich Watson            | 1732        | 1805       |                                     |
| Johann Gottlieb von Groschke         | 1760        | 1828       | Naturgeschichte und Chemie          |
| Johann Daniel von Braunschweig       | 1786        | 1857       | 1817–1837                           |
| Charles Toussaint                    | 1813        | 1877       | Französisch                         |
| Magnus Georg Paucker                 | 1787        | 1855       | 1813–1855 Mathematik und Astronomie |
| Gottlob David Hartmann               | 1752        | 1775       | Philosophie                         |
| August Lebrecht Bretschneider        | 1771        | 1840       | Musik                               |
| Christian Heinrich Gottlieb Köchy    | 1769        | 1828       | 1803–1805 Rechtswissenschaft        |

### Absolventen (Auswahl)
| Name                             | Geburtsjahr | Sterbejahr | Spätere Tätigkeit                                                 |
| -------------------------------- | ----------- | ---------- | ----------------------------------------------------------------- |
| Aspazija                         | 1865        | 1943       | lettische Dichterin                                               |
| Krišjānis Barons                 | 1835        | 1923       | lettischer Volkskundler                                           |
| Oskar Bidder                     | 1866        | 1919       | deutschbaltischer Pastor, evangelischer Bekenner                  |
| Carl Gotthard von Bistram        | 1777        | 1841       | kurländischer Landespolitiker und Jurist                          |
| Paul von Bistram                 | 1861        | 1931       | kurländischer Kreismarschall                                      |
| Hans Bielenstein                 | 1863        | 1919       | deutschbaltischer Pastor, evangelischer Märtyrer                  |
| Jānis Čakste                     | 1859        | 1927       | Präsident Lettlands                                               |
| Wilhelm von Fircks               | 1870        | 1933       | deutschbaltischer Politiker, Saeima-Abgeordneter                  |
| Ernestas Galvanauskas            | 1882        | 1967       | Premierminister Litauens                                          |
| Alberts Kviesis                  | 1881        | 1944       | Präsident Lettlands                                               |
| Wincenty Lutosławski             | 1863        | 1954       | polnischer Philosoph                                              |
| Emil Mattiesen                   | 1875        | 1939       | deutschbaltischer Musiker, Musikpädagoge, Komponist und Philosoph |
| Kārlis Mīlenbahs                 | 1853        | 1916       | lettischer Philologe                                              |
| Gabrielė Petkevičaitė-Bitė       | 1861        | 1943       | litauische Autorin                                                |
| Ulrich von Schlippenbach         | 1774        | 1826       | deutschbaltischer Dichter                                         |
| Mykolas Sleževičius              | 1882        | 1939       | Premierminister Litauens                                          |
| Antanas Smetona                  | 1874        | 1944       | Präsident Litauens                                                |
| Christoph Strautmann             | 1860        | 1919       | lettischer Pastor, evangelischer Märtyrer                         |
| Ludwig Johannes Tschischko       | 1858        | 1918       | lettischer Pastor, evangelischer Märtyrer                         |
| Carl Ludwig Wilpert              | 1765        | 1861       | Generalsuperintendent von Kurland                                 |
| Stanisław Wojciechowski          | 1869        | 1953       | Präsident Polens                                                  |
| Eduard Alexander von der Brüggen | 1822        | 1896       | kurländischer Landmarschall                                       |